# دوالة
دُوَالَة مدينة عظيمة على خليج غينية عند مصب نهر وُرِي بالكمرون، وإحدى أكبر حواضر إفريقيا الوسطى ومن أهم مراكزها الاقتصادية، إن لم تكن أهمها، وهي أكبر مدينة في الكمرون على الإطلاق من حيث عدد السكان البالغ عددهم ما يقرب من أربعة ملايين نسمة ومن حيث نشاط الحركة التجارية.
تحتضن أكبر ميناء وأكبر مطار، ومنها تخرج أكبر كمية صادرات من إنتاج البلاد مثل الزيوت، البن والكاكاو
تقع المدينة على ضفة نهر وري.

## أعلام
- إيوجين نجو ليا
- باتريك مبوما
- أليكس سونغ
- سيمون تشوبانغ
- تشارلز توبي
- صامويل إيتو
- كارلوس كاميني
- جان ألان بومسونغ